# Pinnotheres pisum
A Pinnotheres pisum a felsőbbrendű rákok (Malacostraca) osztályának tízlábú rákok (Decapoda) rendjébe, ezen belül a Pinnotheridae családjába tartozó faj.

## Előfordulása
A Pinnotheres pisum előfordulási területe az Atlanti-óceán keleti felének az északibb részén, valamint az ehhez tartozó tengerekben van. Az Északi-, a Balti- és a Földközi-tengerben is sokfelé megtalálható. Nyugat-Afrika déli partjáig lelhető fel.

## Megjelenése
Apró rákfaj, amelynek mérete 6-13 milliméter között van. A fehéres-sárgás vagy világos zöldes alapszínét, számos fekete vagy sötétbarna petty, vagy sötétebb árnyalatú sárga foltozás borítja.

## Életmódja
Kommenzalizmusban él egyes kagylókkal (Bivalvia) és előgerinchúrosokkal (Urochordata), azaz bennük lakik, de nem tesz kárt gazdáiban. Rajta pedig a Pinnotherion vermiforme nevű ászkarákfaj (Isopoda) élősködik. Úgy a lárva, mint a felnőtt állati planktonnal táplálkozik.

## Képek

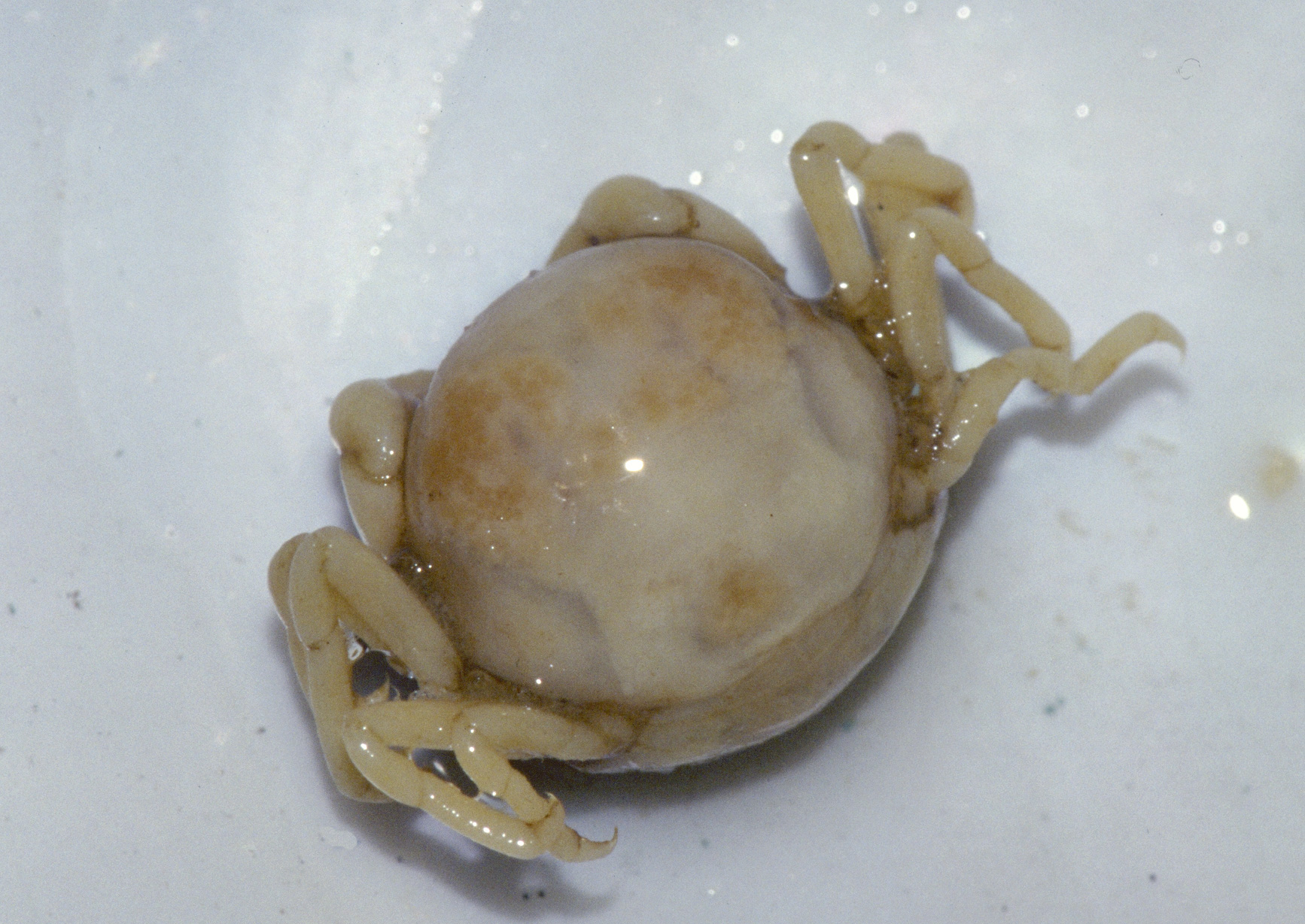
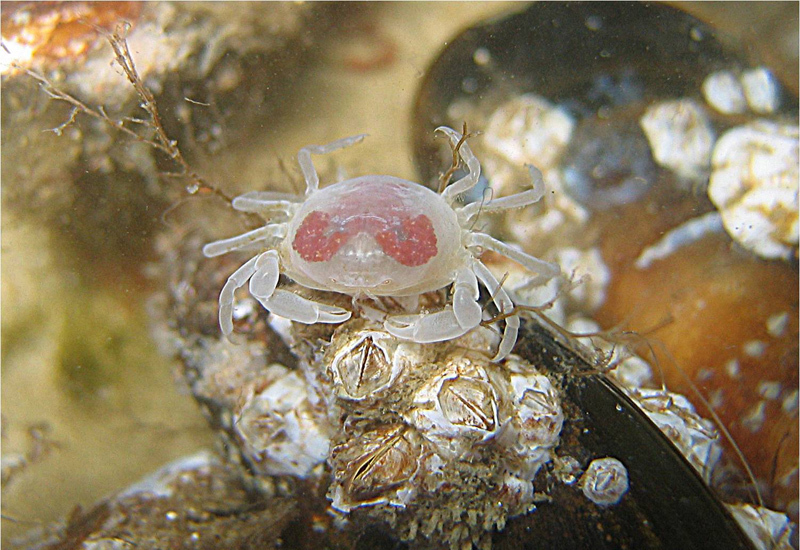
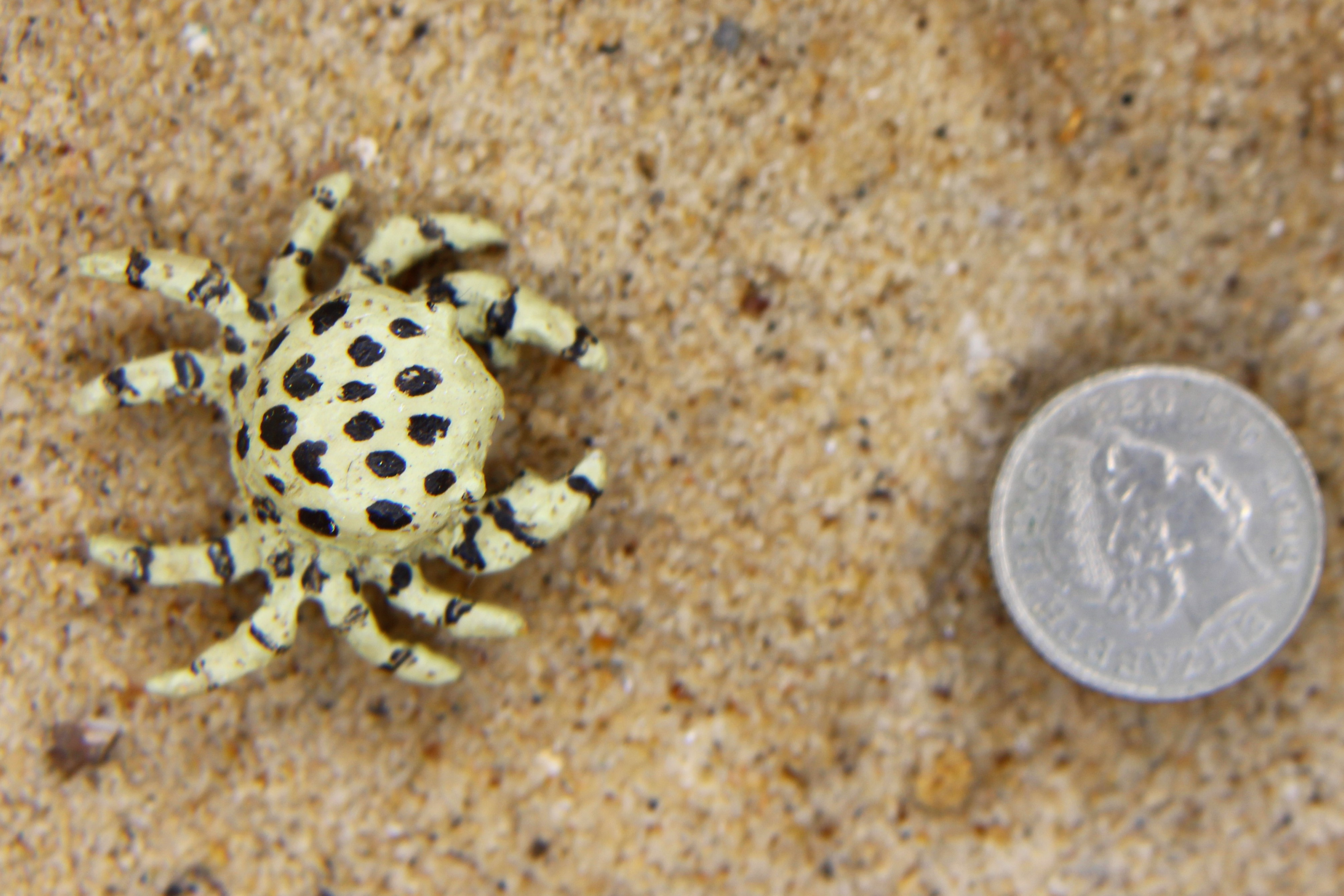
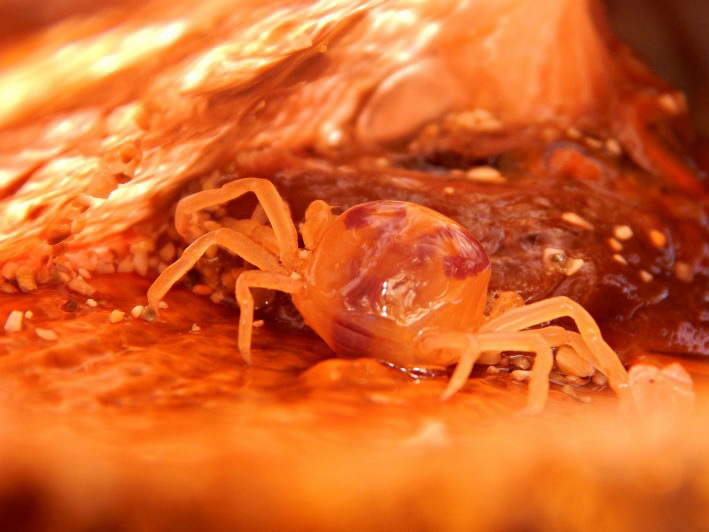